# L'Homme à la Ferrari
Pour plus de détails, voir Fiche technique et Distribution.
L'Homme à la Ferrari (Il tigre) est une comédie dramatique italienne réalisée par Dino Risi et sortie en 1967.

## Synopsis
Francesco Vincenzini est grand-père pour la première fois et commence à s'inquiéter pour son âge. Quand la charmeuse Carolina quitte son fils qui tente alors de se suicider, Francesco lui rend visite pour lui dire le fond de sa pensée. Pour toute réponse, elle parvient à le séduire. Francesco se sent alors rajeunir.

## Fiche technique
- Titre original : Il tigre
- Long-métrage : italien
- Réalisateur : Dino Risi
- Scénaristes : Dino Risi, Agenore Incrocci et Furio Scarpelli
- Directeur de la photographie : Alessandro D'Eva
- Montage : Marcello Malvestito
- Producteur : Mario Cecchi Gori et Joseph E. Levine
- Société de production : Fair Films
- Compositeur : Fred Bongusto
- Genre : Comédie dramatique
- Durée : 105 minutes
- Dates de sortie :
  - Italie : 29 avril 1967
  - France : 23 octobre 1968

## Distribution
- Vittorio Gassman (VF : Bernard Noël) : Francesco Vincenzini
- Ann-Margret (VF : Michèle André) : Caroline
- Eleanor Parker (VF : Nadine Alari) : Mme Vincenzini
- Fiorenzo Fiorentini (VF : Georges Aubert) : Tazio
- Antonella Steni : Pinella
- Caterina Boratto : Della
- Luigi Vannucchi (VF : Jean-Claude Michel) : Gianino, le président de la compagnie
- Giovambattista Salerno (VF : Thierry Bourdon) : Luca
- Jacques Herlin : Monsignore
- Eleonora Brown : Luisella